# Thecla cupa
Thecla cupa är en fjärilsart som beskrevs av Druce 1907. Thecla cupa ingår i släktet Thecla och familjen juvelvingar. Inga underarter finns listade i Catalogue of Life.